# Zameioscirpus
Zameioscirpus é um género botânico pertencente à família Cyperaceae.

## Espécies
- Zameioscirpus atacamensis (Phil.) Dhooge & Goetgh.
- Zameioscirpus gaimardioides (É.Desv.) Dhooge & Goetgh.
- Zameioscirpus muticus Dhooge & Goetgh.[2]